# 잿빛배올드필드쥐
잿빛배올드필드쥐(Thomasomys cinereiventer)는 비단털쥐과에 속하는 설치류이다. 콜롬비아와 에콰도르에서 발견된다.